# 忠順保德可汗
忠顺保德可汗（？—1016年），甘州回鹘可汗，夜落隔氏，中国史料中称之为夜落纥、夜落隔，本名不详。
北宋景德元年（1004年），夜落纥遣使来贡宋朝。四年（1007年），夜落纥又遣尼法仙等来朝贡宋朝，献马。宋真宗许尼法仙游五台山。夜落纥又遣僧翟入奏，来献马，想在京城建佛寺祝圣寿，求赐名额，宋真宗不许。
大中祥符元年（1008年），夏州万子等军主领族兵攻打回鹘，回鹘示弱，然后伏击，剿戮殆尽。将生擒的人尽焚而杀之，只有万子军主逃走。镇戎军上报，宋真宗说：“回鹘尝杀李继迁，世为仇敌。甘州使至，亦言李德明侵轶之状，意颇轻视之。量其兵势，德明未易敌也。”同年，夜落纥、宝物公主及没孤公主、娑温宰相各遣使来朝贡宋朝。宋真宗东封泰山礼成，以可汗王进奉使姚进为宁远将军，宝物公主进奉曹进为安化郎将，赐给他们袍笏。又赐给夜落纥介胄。
三年（1010年），夜落纥又遣左温宰相、何居录越枢密使、翟符守荣等来朝贡宋朝。四年（1011年），翟符守荣等三十人请从祀汾阴（西祀）。同年，夜落纥遣使贡方物，秦州回鹘安密在道左献玉带。西祀礼成，宋真宗以翟符守荣为左神武军大将军，安殿民为保顺郎将，其他人都赐冠带器币。同年，夜落纥遣使上书，击败赵德明立功首领请加恩赏。宋真宗下诏给司戈、司阶、郎将告敕十道，使得承制补署。
甘州回鹘多次与夏州李德明作战，夜落纥贡奉多被夏州党项夺取。吐蕃宗哥族和好宋朝，遣人援送甘州回鹘及附属于甘州的沙州、西州、龟兹使者，所以使者能频年至京师。宗哥族首领唃厮啰欲娶可汗之女而无聘财，夜落纥可汗不许，因此成为仇敌。五年（1012年），秦州遣指挥使杨知进、译者郭敏送进奉使到甘州，被宗哥阻断归路，遂留杨知进等不敢派遣。八年（1015年），郭敏得还。可汗王夜落隔上表说，宝物公主得病去世，西凉人苏守信劫道，不能时时奏闻；又谢恩赐宝钿、银匣、历日及安抚诏书，请朝廷慰谕宗哥，使开朝贡之路。九年（1016年），甘州回鹘来朝贡，夜落隔已死，九宰相诸部落，奉夜落隔归化为可汗王领国事。